# Triarthria parva
Triarthria parva là một loài ruồi trong họ Tachinidae.